# أرتيوم سيرديوك
أرتيوم سيرجيفيتش سيرديوك (بالروسية: Артём Серге́евич Сердюк) (ولد في 22 يناير 1990 في سالسك، روستوف أوبلاست، جمهورية روسيا الاتحادية الاشتراكية السوفيتية) لاعب كرة قدم روسي يجيد اللعب في مركز المهاجم. يلعب حاليا لصالح الأهلي الذي ينافس في الدوري البحريني الممتاز منذ 1 يناير 2022.

## المسيرة الرياضية

### الأندية
نشأ سيرديوك في أكاديمية روستوف. في 1 يناير 2006 انتقل إلى سالسك في صفقة انتقال حر.
في 1 يناير 2007 انتقل سيرديوك من سالسك إلى روستوف 2.
في 1 يناير 2009 انتقل سيرديوك من روستوف 2 إلى تاغانروغ بالإعارة لنهاية الموسم. في بطولة دوري الدرجة الثانية (المستوى الثالث للبطولات في روسيا) ساهم في احتلال الفريق المركز الثامن عشر في مجموعة الجنوب برصيد 18 نقطة من 34 مباراة بفارق 31 نقطة عن البطل روتور فولغوغراد الذي صعد إلى الدرجة الأولى. لعب سيرديوك 44 مباراة مسجلا 5 أهداف. وفي بطولة كأس روسيا خرج تاغانروغ من مباراته الأولى عندما خسر من باتايسك 2007 بنتيجة 0-3 ضمن مجموعة الجنوب في الدور الثاني. انتهت الإعارة في في 31 ديسمبر 2009.
في 1 مارس 2011 انتقل سيرديوك من روستوف 2 إلى ميتوس نوفوتشركاسك في صفقة انتقال حر. في بطولة دوري الدرجة الثانية (المستوى الثالث للبطولات في روسيا) ساهم في احتلال الفريق المركز التاسع في مجموعة الجنوب برصيد 48 نقطة من 34 مباراة حيث لعب 26 مباراة مسجلا 6 أهداف. وفي بطولة كأس روسيا خرج ميتوس نوفوتشركاسك من مباراته الأولى عندما خسر من سكا (روستوف على نهر الدون) 1-2 في الوقت الإضافي ضمن مجموعة الجنوب في الدور الثاني.
في 1 يوليو 2012 انتقل سيرديوك من ميتوس نوفوتشركاسك إلى أوليمبيا فولغوغراد في صفقة انتقال حر. في موسمه الأول وفي بطولة دوري الدرجة الثانية (المستوى الثالث للبطولات في روسيا) ساهم في احتلال الفريق المركز الخامس عشر في مجموعة الجنوب برصيد 24 نقطة من 32 مباراة بفارق 18 نقطة عن منطقة الهبوط. وفي بطولة كأس روسيا ساهم في وصول الفريق إلى الدور الثاني من مجموعة الجنوب عندما خسر من أستراخان 1-2.
في موسمه الثاني والأخير وفي بطولة الدوري ساهم في احتلال الفريق المركز الرابع في مجموعة الجنوب برصيد 58 نقطة من 34 مباراة بفارق 32 نقطة عن البطل فولغار أستراخان الذي صعد إلى الدرجة الأولى. وفي بطولة كأس روسيا خرج الفريق من مباراته الأولى عندما خسر من إنرجيا فولجسكي 2-4 ضمن الدور الأول.
في 1 يوليو 2014 انتقل سيرديوك من أوليمبيا فولغوغراد إلى أرمافير في صفقة انتقال حر. في بطولة دوري الدرجة الثانية (المستوى الثالث للبطولات في روسيا) وضمن دور المجموعات الأول في مجموعة الجنوب ساهم في احتلال الفريق المركز الرابع برصيد 24 نقطة من 14 مباراة وبالتالي التأهل إلى دور المجموعات الثاني حيث ساهم في تتويجه بطلا بعدما تصدر الترتيب برصيد 45 نقطة من 22 مباراة وبالتالي الصعود إلى الدرجة الأولى وبالتالي حقق سيرديوك أولى بطولاته الشخصية. وفي بطولة كأس روسيا خرج الفريق من مباراته الأولى عندما خسر من تشيرنوموريتس نوفوروسيسك 1-2 ضمن الدور الثاني.
في 6 يوليو 2015 انتقل سيرديوك من أرمافير إلى بالتيكا كالينينغراد في صفقة انتقال حر. في موسمه الأول وفي بطولة الدوري الوطني (المستوى الثاني للبطولات في روسيا) ساهم في احتلال فريقه السابع عشر برصيد 44 نقطة من 38 مباراة بفارق 4 نقاط عن منطقة الهبوط. وفي بطولة كأس روسيا خرج الفريق من مباراته الأولى عندما خسر من تفير 0-1 ضمن الدور الرابع (الدور 64).
في موسمه الثاني وفي بطولة الدوري ساهم في احتلال فريقه الرابع عشر برصيد 42 نقطة من 38 مباراة بفارق نقطتين عن منطقة الهبوط. وفي بطولة كأس روسيا خرج الفريق من مباراته الأولى عندما خسر من دينامو موسكو 1-3 بعد تمديد الوقت ضمن الدور الرابع (الدور 64).
في 1 يوليو 2017 انتقل سيرديوك من بالتيكا كالينينغراد إلى فاكيل فورونيج في صفقة انتقال حر. في بطولة الدوري الوطني (المستوى الثاني للبطولات في روسيا) ساهم في احتلال فريقه العشرون الأخير برصيد 35 نقطة من 38 مباراة ولم يهبط الفريق بسبب عدم استيفاء صاحب المركز العاشر فولغار أستراخان للاشتراطات المالية فهبط مكانه إلى الدرجة الثانية. وفي بطولة كأس روسيا ساهم في وصول الفريق إلى دور 32 عندما خسر من أمكار بيرم برباعية نظيفة.
في 18 يوليو 2018 انتقل سيرديوك من فاكيل فورونيج إلى شايكا بيشانوكوبسكوي في صفقة انتقال حر. لعب 5 مباريات في بطولة دوري الدرجة الثانية (المستوى الثالث للبطولات في روسيا). وفي بطولة كأس روسيا ساهم في وصول الفريق إلى دور 32 عندما خسر من أنجي محج قلعة 1-2.
في 15 فبراير 2019 انتقل سيرديوك من شايكا بيشانوكوبسكوي إلى فولغا أوليانوفسك في صفقة انتقال حر. في بطولة دوري الدرجة الثانية (المستوى الثالث للبطولات في روسيا) ساهم في احتلال الفريق المركز السابع في مجموعة الأورال برصيد 41 نقطة من 24 مباراة.
في 18 يوليو 2019 انتقل سيرديوك من فولغا أوليانوفسك إلى سلوتسك البيلاروسي في صفقة انتقال حر (وتمت الصفقة في فترة انتقالات منتصف الموسم بالنسبة لبيلاروسيا). في موسمه الأول 2019 وفي بطولة الدوري الممتاز ساهم في احتلال الفريق المركز الحادي عشر برصيد 34 نقطة من 30 مباراة بفارق 4 نقاط عن منطقة الهبوط. وفي بطولة كأس روسيا البيضاء وفي أول مباراة له مع الفريق في البطولة خسر من دنيابرو موغيليف 1-2 في الدور الثمن النهائي.
في موسمه الثاني والأخير 2020 وفي بطولة الدوري الممتاز ساهم في احتلال سلوتسك المركز الرابع عشر برصيد 27 نقطة من 29 مباراة بفارق 15 نقطة عن منطقة الأمان وبالتالي انتقل للعب في ملحق البقاء حيث فاز على كرومكاخي مينسك 4-1 في مجموع المباراتين وضمن البقاء ضمن دوري النخبة. وفي بطولة كأس روسيا البيضاء ساهم في وصول الفريق إلى الدور الثمن النهائي عندما خسر من شاختيور سوليجورسك 1-4.
في 6 مارس 2021 انتقل سيرديوك من سلوتسك إلى خجند الطاجيكستاني في صفقة انتقال حر. في بطولة الدوري الأعلى (المستوى الأول من البطولات في طاجيكستان) ساهم في احتلال الفريق المركز الثاني برصيد 55 نقطة من 27 مباراة بفارق 13 نقطة عن البطل استقلال دوشنبه وبالتالي تأهل في الموسم التالي إلى كأس الاتحاد الآسيوي. وفي بطولة كأس طاجيكستان ساهم في تتويج خجند بالبطولة بعدما تغلب في المباراة النهائية على استقلال دوشنبه 2-0 في الوقت الإضافي وقد سجل سيرديوك الهدف الثاني وبالتالي حقق سيرديوك ثاني بطولاته الشخصية. وفي بطولة كأس الاتحاد الآسيوي ساهم في احتلال فريقه المركز الثالث في المجموعة السادسة برصيد 4 نقاط من 3 مباريات بفارق 5 نقاط عن المتصدر نسف قرشي الأوزبكستاني الذي تأهل إلى الدور التالي.
في 1 يناير 2022 انتقل سيرديوك من خجند إلى الأهلي البحريني في صفقة انتقال حر. في موسمه الأول 2021-2022 وفي بطولة دوري الدرجة الممتازة ساهم في احتلال فريقه المركز السابع برصيد 17 نقطة من 18 مباراة بفارق الأهداف عن منطقة الهبوط. وفي بطولة كأس ملك البحرين ساهم في وصول فريقه إلى الدور الربع النهائي عندما خسر من النجمة بركلات الترجيح. وفي بطولة كأس الاتحاد البحريني خرج فريقه من دور المجموعات وفشل في التأهل إلى الدور النصف النهائي.

## الإنجازات

### الأندية
- أرمافير
  - دوري الدرجة الثانية (1): 2014
- خجند
  - كأس طاجيكستان (1): 2021

## روابط خارجية
- أرتيوم سيرديوك على موقع قاعدة بيانات كرة القدم.إي يو (الإنجليزية)
- أرتيوم سيرديوك على موقع Soccerway.com (الإنجليزية)